# Нові Ямаші
Нові Яма́ші (рос. Новые Ямаши, чув. Çĕнĕ Ямаш) — присілок у складі Цівільського району Чувашії, Росія. Входить до складу Поваркасинського сільського поселення.
Населення — 28 осіб (2010; 39 у 2002).
Національний склад:
- чуваші — 97 %